# ایستگاه شیناگاوا سی‌ساید
ایستگاه شیناگاوا سی‌ساید (به ژاپنی: 品川シーサイド駅 Shinagawa Shīsaido-eki) یک ایستگاه قطار وابسته به خط رینکای است که در منطقه شیناگاوا-کو، توکیو در ژاپن قرار دارد.